# Limbobotys ptyophora
Limbobotys ptyophora is een vlinder van de familie van de grasmotten (Crambidae). De wetenschappelijke naam van deze soort is voor het eerst voorgesteld als Crocidophora ptyophora door George Francis Hampson in een publicatie uit 1896.
De soort komt voor in India (Sikkim) en Myanmar.